# Đội tuyển bóng đá trong nhà quốc gia Jordan
Đội tuyển bóng đá trong nhà quốc gia Jordan được kiểm soát bởi Hiệp hội bóng đá Jordan, cơ quan quản lý cho bóng đá trong nhà ở Jordan và đại diện quốc gia trong giải thi đấu bóng đá trong nhà quốc tế.

## Các giải đấu

### Giải vô địch bóng đá trong nhà thế giới
- 1989 – Không tham dự
- 1992 – Không tham dự
- 1996 – Không tham dự
- 2000 – Không tham dự
- 2004 – Không tham dự
- 2008 – Không tham dự
- 2012 – Không tham dự
- 2016 – Không vượt qua vòng loại

### Giải vô địch bóng đá trong nhà châu Á
- 1999 – Không tham dự
- 2000 – Không tham dự
- 2001 – Không tham dự
- 2002 – Không tham dự
- 2003 – Không tham dự
- 2004 – Không tham dự
- 2005 – Không tham dự
- 2006 – Không tham dự
- 2007 – Không tham dự
- 2008 – Không tham dự
- 2010 – Không vượt qua vòng loại
- 2012 – Không tham dự
- 2014 – Không tham dự
- 2016 – Vòng bảng
- 2018 – Vượt qua vòng loại

### Bóng đá trong nhà tại Đại hội Thể thao Trong nhà và Võ thuật châu Á
- 2005 – Không tham dự
- 2007 – Không tham dự
- 2009 – Tứ kết
- 2011 – Hủy bỏ
- 2013 – Không tham dự
- 2017 – Tứ kết

### Giải vô địch bóng đá trong nhà Tây Á
- 2007 – Hạng tư
- 2009 –  Á quân (chủ nhà)
- 2012 –  Á quân

### Giải vô địch bóng đá trong nhà Ả Rập
- 1998 – Vòng bảng
- 2005 – Không tham dự
- 2007 – Không tham dự
- 2008 –  Hạng ba